# Woody Guthrie
Woodrow Wilson (Woody) Guthrie (Okemah, 14 juli 1912 - New York, 3 oktober 1967) was een invloedrijk Amerikaans folkzanger, gitarist, banjo- en harmonicaspeler, die een schat aan onder meer liederen, volksgedichten en artikelen naliet, vele van politieke aard. In een van zijn liederen noemt hij zichzelf "The Great Historical Bum", (vert. De Grote Historische Zwerver) maar hij was ook daadwerkelijk een directe waarnemer, commentator én overlevende van de politieke, economische en ecologische rampspoeden die de zogenoemde Dust Bowl in de staten van de Great Plains veroorzaakte tijdens de Grote Depressie.

## Biografie

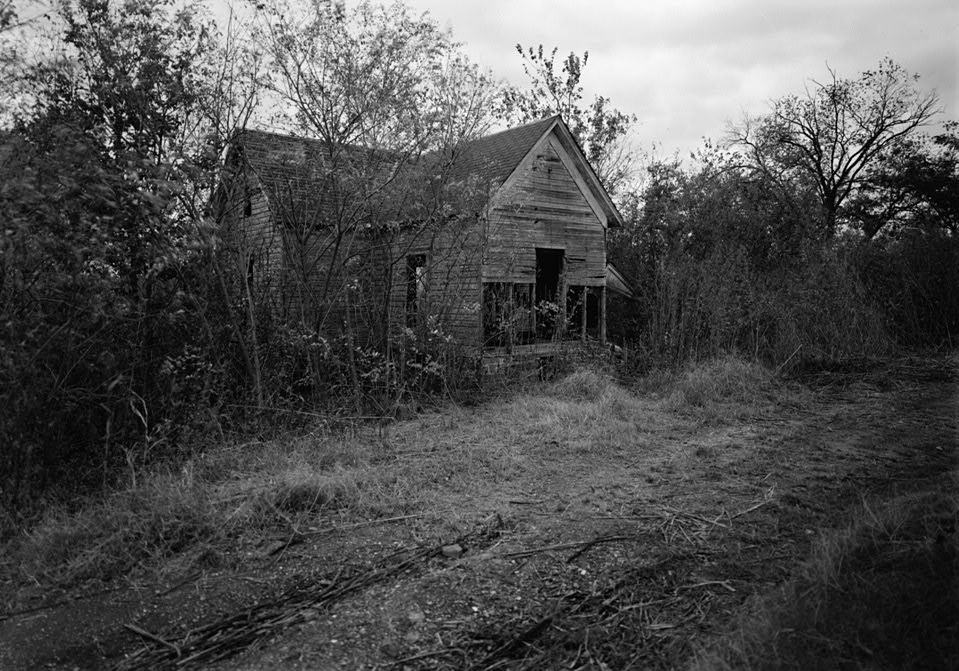
Woody Guthries geboortehuis
Okfuskee County, Oklahoma

Woody Guthrie werd geboren in Okfuskee County (Oklahoma), als zoon van Nora Belle Sherman en Charles Edward Guthrie. Zijn ouders noemden hem naar Woodrow Wilson, die in Woody's geboortejaar 1912 tot Amerikaans president werd gekozen. Woody had bepaald geen zorgeloze, maar ook geen ongelukkige jeugd en opvallend genoeg speelde brand er een grote rol in: toen hij zeven jaar was verloor hij zijn zus Clara doordat zij zichzelf in brand stak om haar moeder schrik aan te jagen. In 1927 werd Guthries moeder opgenomen in het Oklahoma Hospital for the Insane, nadat zij zijn vader ook in brand had gestoken, een daad die door zijn aard vermoedelijk te wijten is aan de ziekte van Huntington. Zij overleed in 1929 aan deze ziekte; dezelfde erfelijke aandoening waar Guthrie zelf in 1967 na een lang ziekbed aan zou sterven. Aangenomen wordt dat de grootvader van moederskant, George Sherman, eveneens aan deze ziekte leed, gelet op de omstandigheden waaronder hij stierf.
In 1931 vertrok de toen 19-jarige Guthrie naar Pampa (Texas), nadat de welvaart in zijn geboortestad sterk achteruitgegaan was. Guthrie benutte zijn muzikale talent door geld te verdienen als straatmuzikant en door kleinschalige optredens.
In Pampa ontmoette hij zijn eerste vrouw, Mary Jennings, met wie hij in 1933 trouwde. Samen kregen ze drie kinderen. Mary was de zus van Matt Jennings, muzikant en een goede vriend van Guthrie. Met hem en Cluster Baker zette Guthrie de eerste stappen in zijn carrière. Ze vormden de groep “The Corn Cob Trio”. De relatie tussen Guthrie en zijn vrouw was altijd gespannen door zijn vele reizen en het daarbij horende verhuizen van het gezin.

### Op de vlucht voor de Dust Bowl
In de periode van de Grote Depressie en de Dust Bowl kon Guthrie zijn gezin niet meer onderhouden en vertrok hij naar Californië. Daar werden vreemdelingen slechts onder bepaalde voorwaarden geaccepteerd(zie zijn liedje Do Re Mi). Mede als gevolg van wat hij meemaakte en om zich heen zag aan armoede op zijn reis naar en door Californië, nam Guthrie politieke en sociale standpunten in ten gunste van de werkende klasse. Die verwerkte hij in protestliederen. Dit is zeer duidelijk te horen in zijn “Dust Storm”-balladen (bijvoorbeeld Hard Travellin’, Talking dust bowl blues en I ain’t got no home). Over deze periode schreef John Steinbeck zijn boek 'The Grapes of Wrath'.

### Radiowerk
In 1937 waren hij en zijn nieuwe zangpartner Maxime Crissman (‘Lefty Lou’) te horen in radio-uitzendingen op KFVD (in Los Angeles) en op XELO (net over de grens in Mexico) waardoor ze een grote publieke aandacht kregen. Eerder had hij opgetreden met zijn neef Jack Guthrie, die later succes zou hebben met het nummer 'Oklahoma Hills', dat hij en Woody samen hadden geschreven.
Guthrie kreeg meer en meer succes maar voelde zich er niet goed bij. Hij reisde veel. Inmiddels waren zijn vrouw en kinderen ook in Californië gekomen. Toen besloot het gezin terug te gaan naar Pampa, Guthrie reisde door naar New York. Daar ontmoette hij tal van belangrijke mensen en had hij veel vrienden (zoals Cisco Houston en Pete Seeger, met wie hij optrad).
Tijdens de jaren 40 nam Guthrie zeer veel liederen op bij Lomax en bij Moses Ash. De opnames uit die periode zijn van grote waarde voor jonge folkmuziekzangers en folkmuziekschrijvers van overal omdat ze een grote bron van inspiratie zijn. Guthrie bleef maar doorgaan met liedjes schrijven en op te treden met de Almanac Singers (met o.a. Pete Seeger). Dit was een radicaal links-politieke zanggroep van de vroege jaren 40 waarvan sommige leden later de The Weavers vormden (de meest commercieel succesvolle en invloedrijke folkmuziekgroep rond 1950). In 1941 kwam hij met zijn gezin terecht in het noordwesten van de Verenigde Staten. Daar werd gewerkt aan het indammen van de rivier Columbia, met de bedoeling om elektriciteit op te wekken. Dit werk werd gedaan door de Bonneville Power Authority.
Een maand lang was Guthrie in dienst van deze organisatie en hij schreef een aantal liedjes over het werk aan de Columbia (zoals 'Roll on Columbia'). Hij bleef ook reizen en z’n eerste huwelijk liep in begin jaren veertig op de klippen. Hij hertrouwde met Marjorie Mazie Greenblatt. Deze relatie gaf hem een zekere stabiliteit en Marjorie moedigde hem aan tot schrijven en optreden en opnames. Hierdoor publiceerde hij zijn tweede boek, Bound for glory (1943), dat in 1976 verfilmd is (geregisseerd door Hal Ashby met Ronny Cox, David Carradine, e.a.). Het gaat over Guthries leven van 1936 tot 1940 wanneer hij het land afreist.
Met Marjorie had hij 4 kinderen, waaronder Arlo en Nora Guthrie. Wederom speelde brand een fatale rol in zijn leven: zijn dochtertje Cathy kwam in februari 1947 op vierjarige leeftijd bij een brand om. Guthrie was hier begrijpelijkerwijs zeer depressief om. Guthrie deed zijn legerdienst tijdens de Tweede Wereldoorlog en schreef in die periode veel antifascistische liedjes (bijvoorbeeld Seamen three). Na zijn legerdienst vestigde hij zich met zijn gezin in Coney Island (New York) en daar componeerde hij Songs to grow on, kinderliedjes die hem later heel veel succes zouden brengen.

### Ziekte en dood
Snel daarna begon Guthries gezondheid en gedrag te veranderen. Hij werd een grillig persoon en begon weer te reizen. In Californië ontmoette hij Anneke Van Kirk, trouwde met haar en zij kregen een dochter. Uiteindelijk keerde hij terug naar New York, waar Marjorie weer de zorg voor Guthrie op zich nam. Om inzicht te krijgen in zijn ziektebeeld bezocht hij verschillende doktoren. Deze stelden allen verschillende diagnoses, variërend van alcoholisme tot schizofrenie. In feite leed hij aan de ziekte van Huntington. Zijn moeder was 30 jaar daarvoor ook aan die ziekte overleden. Guthrie verbleef in verschillende ziekenhuizen en overleed in het Creedman State Hospital van Queens op 3 oktober 1967. Hij was 55 jaar oud. Guthries lichaam werd gecremeerd en uitgestrooid bij Coney Island, New York.

## Discografie (selectie)
- Dust Bowl Ballads: Sung by Woody Guthrie, Volume 1 (1940)
- Dust Bowl Ballads: Sung by Woody Guthrie, Volume 2 (1940)
- Woody Guthrie Album (1945)
- Documentary # 1: Struggle (1945)
- Songs to grow on: Nursery days (1946)
- Songs to grow on: Work songs (1947)
- Midnight Special (met Lead Belly en Cisco Houston, 1947)
- Ballads from the Dust Bowl (1948)
- More songs by Woody Guthrie and Cisco Houston (met Cisco Houston, 1955)
- Bound for glory: The songs and story of Woody Guthrie (1956)
- Songs to grow on for mother and child (1956)
- Ballads of Sacco & Vanzetti (1960)
- Cowboy Songs (met Cisco Houston, 1963)
- Hard Travelin' (1964)

## Invloeden
Van al wat Guthrie heeft gedaan is toch de opbouw en structuur van al zijn liederen zijn meest erkende bijdrage aan de Amerikaanse cultuur; de eerlijkheid, humor en zijn persoonlijke kijk op de sociale, politieke, en rechterlijke aspecten. Zijn bekendste lied is This land is your land, dat hij schreef in februari 1940. Oorspronkelijk zou het "God Blessed America" gaan heten, deels geïnspireerd op zijn ervaringen tijdens een reis door het land en deels op zijn afkeer van Irving Berlins "God Bless America", een lied dat hij onrealistisch en zelfgenoegzaam vond. (En hij had er genoeg van om Kate Smith dit steeds te horen zingen op de radio). De melodie is gebaseerd op de gospel "When the World's on Fire", het bekendst door de countrygroep The Carter Family die rond 1930 actief was. Guthrie protesteerde in de laatste coupletten tegen klassenverschillen:
In the squares of the city, In the shadow of a steeple,
By the relief office, I'd seen my people.
As they stood there hungry, I stood there asking,
Is this land made for you and me?
As I went walking, I saw a sign there,
And on the sign there, It said "no trespassing." (Soms wordt hier ook door Guthrie zelf "the sign reads Private Property" gezongen)
But on the other side, it didn't say nothing!
That side was made for you and me.
Zijn werken blijven gewaardeerd. Hij is postuum opgenomen in de Songwriters' Hall of Fame, de Nashville Songwriters' Hall of Fame en de Rock and Roll Hall of Fame, America's Old Time Country Music Hall of Fame en de Oklahoma Music Hall of Fame. Hij heeft talloze prijzen en erkenningen gekregen. Er was zelfs een 10-daagse viering ter ere van Woody Guthrie met foto’s, tentoonstellingen, films en benefietconcerten. Het jaar na zijn dood werden er in New York en Hollywood herdenkingsconcerten gegeven, artiesten die daarbij optraden waren Pete Seeger, Bob Dylan, Judy Collins, Joan Baez, Arlo Guthrie, Tom Paxton en anderen. Guthrie had invloed op het vroege werk van Bob Dylan. Op zijn eerste LP zingt Bob Dylan zijn 'Song to Woody'.
Bij zijn overlijden heeft Guthrie een aantal liedteksten achtergelaten. Zijn dochter vroeg Billy Bragg en leden van de groep Wilco deze teksten van muziek te voorzien. Dit leverde de cd's "Mermaid Avenue vol. 1 & 2" op.
Tot in de 21ste eeuw zijn er artiesten (bv Dropkick Murphys) die werk van Woody Guthrie opnemen. Janis Ian heeft een song van Guthrie op verzoek van zijn nabestaanden voltooid en zelf uitgebracht: "If I could only hear my mother sing again" (op de cd "Billie's Bones").

## Voetnoten
1. ↑  Songtekst van The Great Historical Bum whitetreeaz.com
2. ↑  Meer foto's van Guthries geboortehuis[dode link]
3. ↑  Een korte opmerking over Guthries jeugd "Despite the family suffering some hard-ship, his childhood was a happy one. Woody did not attain much formal schooling, but he had a thirst for knowledge and was very well read."
4. ↑  Tijdlijn leven van Woody Guthrie
5. ↑  Meer over de brandincidenten in Guthries jeugd "Klein explains that one day Nora insisted that Clara stay home from school to help with house work, much to Clara's protest. Ever since the fire which destroyed their house, Nora had a fear of fires. Clara decided to scare her mother by setting her clothes on fire, intending to put it right out. But she was unable to do so and before her mother could register what was happening, she was up in flames and rolling on the ground in the front yard. A neighbor put the fire out, but not before it had done enough damage to result in Clara's death the next day. In 1927, after financial failures and trying relocations, Nora set Charley on fire. Charley survived and Nora was put into an insane asylum where she spent the rest of her life."
6. ↑  Details over Guthries jeugd. Guthrie wordt zelf geciteerd over het gedrag van zijn moeder, op pagina 2 van het document. Ook haar aanval op Guthries vader Charley wordt daar vermeld.
7. ↑  De "Anti-Okie Law" kort behandeld op de Engelstalige Wikipedia. Zie ook Wikipedia over de zaak Edwards vs California die deze wet verwierp als onconstitutioneel, de tekst van de rechterlijke opinies en de zaak Edwards vs California zelf.
8. ↑  Zijn eerste boek, House of Earth uit 1941, werd pas in 2012 uitgegeven door de acteur Johnny Depp
9. ↑  Tijdlijn met vermelding Cathy's dood (1947).
10. ↑  
Vermelding crematie. Klein detail over de crematie, zie levensbeschrijving op:
https://web.archive.org/web/20071003105738/http://www.normantranscript.com/centennialokla/local_story_269101423.html?keyword=topstory
11. ↑  Volledige tekst van "This is your land"
12. ↑  The Carter Family zingt "When the World's on Fire" op YouTube
13. ↑  Discussie over de songtekst van "This is your land"

- Bibsys: 3051427
- Biblioteca Nacional de Chile: 000758536
- Biblioteca Nacional de España: XX962045
- Bibliothèque nationale de France: cb11906563k (data)
- CiNii: DA08635968
- Gemeinsame Normdatei: 118719580
- International Standard Name Identifier: 0000 0000 8348 9243
- Library of Congress Control Number: n79111488
- Nationale Bibliotheek van Letland: 000351213
- MusicBrainz: cbd827e1-4e38-427e-a436-642683433732
- National Archives and Records Administration: 10582668
- Bibliotheek van het Japanse parlement: 00442037
- Nationale Bibliotheek van Tsjechië: jo2002104676
- Nationale bibliotheek van Australië: 35158719
- Nationale Bibliotheek van Israël: 987007262285405171
- Nationale en Universitaire bibliotheek Zagreb: 000131231
- Nederlandse Thesaurus van Auteursnamen: 068582021
- Réseau des bibliothèques de Suisse occidentale: 02-A003332859
- Istituto Centrale per il Catalogo Unico: RAVV045675
- LIBRIS: 242459
- SNAC: w61p8t1f
- Système universitaire de documentation: 026910810
- Trove: 846052
- Virtual International Authority File: 11879
- WorldCat: E39PBJkhKTDtkHygrDRFfKQ8YP